# Teenage FBI
Teenage FBI è un brano musicale scritto da Robert Pollard e pubblicato nell'album dei Guided by Voices del 1999 Do the Collapse; venne poi pubblicato nello stesso anno come singolo nel Regno Unito dalla Creation Records e in Olanda dalla Cycle. Nel 2003 venne inclusa nella raccolta The Best of Guided By Voices: Human Amusements at Hourly Rates e nel cofanetto Hardcore UFOs: Revelations, Epiphanies and Fast Food in the Western Hemisphere; venne inclusa nel 1999 anche nella colonna sonora Buffy the Vampire Slayer: The Album.

## Tracce singolo
Tutti i brani scritti da Robert Pollard
Edizione Creation Record (UK)
Lato A
1. Teenage FBI – 2:55

Lato B
1. Fly into Ashes – 2:26
2. Tropical Robots – 0:51

Edizione Cycle Record (Olanda)
Lato A
1. Teenage FBI – 2:55

Lato B
1. Fly into Ashes – 2:26
2. Interest Position – 2:22

## Formazione
- Robert Pollard - voce, chitarra
- Greg Demos - basso
- Jim Macpherson - batteria
- Doug Gillard - chitarra, voce, tastiere
- Brian Sperber, Ric Ocasek, tastiere